# Tartarocreagris domina
Espèce
Tartarocreagris domina est une espèce de pseudoscorpions de la famille des Neobisiidae.

## Distribution
Cette espèce est endémique du Texas aux États-Unis. Elle se rencontre dans le comté de Travis dans la grotte No Rent Cave.

## Description
Le mâle holotype mesure 2,82 mm et la femelle paratype 3,65 mm. Ce pseudoscorpion est anophtalme.

## Publication originale
- Muchmore, 2001 : Review of the genus Tartarocreagris, with descriptions of new species (Pseudoscorpionida: Neobisiidae). Texas Memorial Musuem, Speleological Monographs, no 5, p. 57-72.